# نموذج طلب إجمالي-عرض إجمالي

رسم تخطيطي تقليدي لنموذج AD-AS يوضح التحول في AD(الطلب الكلي) ومنحنى AS(العرض الكلي) يصبح غير مرن بما يتجاوز الناتج المحتمل

نموذج (AD – AS) أو نموذج الطلب الإجمالي-العرض الإجمالي هو نموذج للاقتصاد الكلي يشرح مستوى السعر والإنتاج من خلال العلاقة بين الطلب الإجمالي والعرض الإجمالي.
يستند هذا النموذج إلى نظرية جون ماينارد كينز المقدّمة في عمله النظرية العامة للتوظيف، الفائدة والنقد. وهو أحد التمثيلات المبسطة الرئيسية في مجال الاقتصاد الكلي الحديث، وتستخدمه مجموعة كبيرة من الاقتصاديين، من مؤيدي الحرب الاقتصادية من اللبرتاريين والنقديين، مثل ميلتون فريدمان، إلى مؤيدي التدخل الاقتصادي ما بعد الكينزيين، مثل جوان روبنسون.
في الواقع، نموذج «العرض والطلب الإجمالي» التقليدي هو تصور كينزي أصبح صورة مقبولة للنظرية على نطاق واسع. يُصوّر نموذج العرض والطلب الكلاسيكي، الذي يعتمد إلى حد كبير على قانون ساي -أن العرض يخلق الطلب الخاص به-منحنى العرض الإجمالي بكونه عموديًا في جميع الأوقات (وليس فقط على المدى الطويل).

## تصميم
يُستخدم نموذج AD/AS لتوضيح النموذج الكينزي لدورة الأعمال. يمكن استخدام حركات المنحنيين للتنبؤ بآثار الأحداث الخارجية المختلفة على متغيرين: الناتج المحلي الإجمالي الحقيقي ومستوى السعر. علاوة على ذلك، يمكن دمج النموذج كمكون في أي من النماذج الديناميكية المتنوعة (نماذج خاصة بكيفية تطور المتغيرات مثل مستوى السعر وغيره بمرور الوقت). يمكن أن يكون نموذج AD–AS مرتبطًا بنموذج منحنى فيليبس الخاص بتضخم الأجور أو الأسعار والبطالة. حالة خاصة هي منحنى AS أفقي ما يعني أن مستوى السعر ثابت. يمثّل منحنى AD محور التوازن في نموذج IS-LM. يُعطي النموذجان نفس النتائج عند مستوى سعر ثابت.

## منحنى الطلب الإجمالي
يُعرّف منحنى الطلب الإجمالي (AD) من خلال دخل التوازن لـ IS – LM عند مستويات أسعار محتملة مختلفة. يُستنتج منحنى AD المنحدر من نموذج IS – LM.
يُظهر التراكيب الخاصة بمستوى السعر ومستوى الإنتاج التي تكون عندها أسواق السلع والأصول متوازنة في وقت واحد. يوضح الشكل أعلاه منحنيات IS وLM، حيث ينزاح منحنى LM نزولًا إلى اليمين إلى LM’ وبالتالي ينقل التوازن الجديد إلى E’ حيث يتم تصفية كلٍّ من السلع وسوق المال. الآن، يتوافق مستوى الإنتاج الجديد Y’ مع مستوى السعر الأخفض P’. وبالتالي فإن تخفيض السعر، كما هو موضح في الشكل، يؤدي إلى زيادة في إنتاج التوازن.
معادلة منحنى AD بعبارات عامة هي:
{\displaystyle Y=Y^{d}({\tfrac {M}{P}},G,T,Z_{1})}
حيث Y هو الناتج المحلي الإجمالي الحقيقي، M هو المعروض النقدي الاسمي، P هو مستوى الأسعار، G هو الإنفاق الحكومي الحقيقي، T هو عامل خارجي للضرائب الحقيقية المفروضة، وZ1 هو متجه للمتغيرات الخارجية الأخرى التي تؤثر على موقع منحنى IS (التأثيرات الخارجية على أي عنصر من عناصر الإنفاق) أو منحنى LM (التأثيرات الخارجية على الطلب النقدي). المعروض النقدي الحقيقي له تأثير إيجابي على الطلب الإجمالي، وكذلك يؤثر الإنفاق الحكومي الحقيقي (بمعنى أنه عندما يتغير المتغير المستقل في اتجاه ما، يتغير الطلب الإجمالي في نفس الاتجاه)؛ العامل الخارجي للضرائب له تأثير سلبي عليه.

## تأثير التوسع النقدي على منحنى AD
تؤدي الزيادة في المخزون النقدي الاسمي إلى ارتفاع المخزون النقدي الحقيقي في كل مستوى من الأسعار. في سوق الأصول، يدفع انخفاض أسعار الفائدة الجمهور إلى الاحتفاظ بأرصدة حقيقية أعلى. يُحفز هذا الطلب الإجمالي وبالتالي يزيد من مستوى التوازن للدخل والإنفاق. إذًا، كما يمكننا أن نرى من الرسم البياني، فإن منحنى الطلب الإجمالي ينزاح إلى اليمين في حالة التوسع النقدي.

## منحنى العرض الإجمالي
قد يعكس منحنى العرض الإجمالي إما اختلال توازن سوق العمل أو توازن سوق العمل. في كلتا الحالتين، فهو يدل على مقدار الإنتاج المُجهّز من قبل الشركات على مختلف مستويات الأسعار المحتملة. يصف منحنى العرض الإجمالي (AS curve) لكل مستوى سعر معين، كمية الإنتاج التي تخطط الشركات لتجهيزها.
يوضح منحنى العرض الإجمالي الكينزي أن منحنى AS أفقي إلى حد كبير مما يعني أن الشركة ستوفر أي كمية من البضائع المطلوبة عند مستوى سعر معين خلال فترة كساد اقتصادي. الفكرة وراء ذلك هي أن هناك بطالة، حيث يمكن للشركات الحصول بسهولة على أكبر عدد من العمالة التي تريدها في الأجر السائد ويمكن أن يزيد الإنتاج دون أي تكاليف إضافية (على سبيل المثال، الماكينات مُعطّلة ويمكن تشغيلها ببساطة). لذلك، من المفترض ألا يتغير متوسط تكاليف إنتاج المؤسسات مع تغير مستوى إنتاجها. هذا يوفر الأساس المنطقي لدعم كينيز للتدخل الحكومي. يمكن أن ينخفض الإنتاج الإجمالي لاقتصاد ما دون انخفاض مستوى السعر؛ هذه الحقيقة، بالاقتران مع الاعتقاد الكينزي بأن الأجور غير مرنة إلى مستويات متدنية، توضح الحاجة إلى التحفيز الحكومي. بما أن الأجور لا يمكن ضبطها بسهولة لتكون منخفضة بما يكفي لكي ينزاح العرض الإجمالي إلى الخارج ويحسّن إجمالي الإنتاج، يجب على الحكومة التدخل لتحقيق هذه النتيجة. ومع ذلك، يحتوي منحنى العرض الإجمالي الكينزي أيضًا على منطقة منحدرة للأعلى بشكل طبيعي حيث يستجيب العرض الإجمالي وفقًا للتغيرات في مستوى السعر. يرجع الميل التصاعدي إلى قانون الإنتاجية المتناقصة مع زيادة الشركات للإنتاج، والذي ينص على أن تحقيق نفس المستوى من التحسن في القدرة الإنتاجية أثناء نمو الشركات سيكون أكثر تكلفة بشكل طفيف. يعود ذلك أيضًا إلى ندرة الموارد الطبيعية، التي تؤدي ندرتها إلى زيادة تكلفة الإنتاج المتزايد. يتوافق القسم الرأسي للمنحنى الكينزي مع الحد المادي للاقتصاد، حيث تستحيل زيادة الإنتاج.
يشتمل منحنى العرض الإجمالي الكلاسيكي على منحنى عرض إجمالي على المدى القصير ومنحنى عرض إجمالي عمودي على المدى الطويل. يصوّر منحنى المدى القصير إجمالي الإنتاج المخطط للسلع والخدمات في الاقتصاد عند مستوى سعر معين. يُعرّف «المدى القصير» على أنه الفترة التي يتم خلالها ضبط أسعار السلعة النهائية فقط أما تكاليف العوامل، أو المدخلات، فلا تضبط أسعارها. «المدى الطويل» هو الفترة التي يمكن بعدها ضبط أسعار العوامل بالتبعيّة. يمتلك منحنى العرض الإجمالي على المدى القصير ميلًا تصاعديًا للأسباب نفسها التي يمتلك بها منحنى العرض الإجمالي الكينزي واحدًا: قانون الإنتاجية المتناقصة وندرة الموارد. يكون منحنى العرض الإجمالي على المدى الطويل رأسيًا لأن أسعار العوامل ستُعدّل. تزداد أسعار العوامل إذا حدث الإنتاج في مرحلة تتجاوز الإنتاج بالعمالة الكاملة، مزيحًا العرض الإجمالي على المدى القصير إلى الداخل، بحيث يتحقق التوازن في مكان ما على طول الإنتاج بالعمالة الكاملة. زعم النقديّون أن سياسات التوسع في جانب الطلب التي يفضلها الاقتصاديون الكينزيون تضخميّة فقط. مع انزياح منحنى الطلب الإجمالي إلى الخارج، يرتفع المستوى العام للسعر. يؤدي هذا الارتفاع في مستوى الأسعار إلى مطالبة الأسر، أو أصحاب عناصر الإنتاج، بأسعار أعلى لسلعهم وخدماتهم. النتيجة المترتبة على ذلك هي زيادة تكاليف الإنتاج للشركات، ما يسبب انتقال الطلب الإجمالي على المدى القصير إلى الداخل مجددًا. النتيجة النهائية النظرية هي التضخم. يحتوي نموذج AS-AD السائد على منحنى عرض إجمالي طويل المدى (LRAS) ومنحنى عرض إجمالي قصير المدى (SRAS) جامعًا بشكل أساسي بين النماذج الكلاسيكية والكينيزية. تكون الأجور وأسعار الموارد الأخرى على المدى القصير لزجة وبطيئة في التكيف مع مستويات الأسعار الجديدة. هذا يفسح الطريق لمنحنى SRAS المنحدر تصاعديًا. على المدى الطويل، تتكيف أسعار الموارد مع مستوى الأسعار مما يعيد الاقتصاد إلى الإنتاج بالعمالة الكاملة، على طول منحنى LRAS العمودي.